# Cryptops nautiphilus
Cryptops nautiphilus är en mångfotingart som beskrevs av Chamberlin 1939. Cryptops nautiphilus ingår i släktet Cryptops och familjen Cryptopidae. Inga underarter finns listade i Catalogue of Life.